# De Sade 2000
De Sade 2000 (Eugénie) è un film del 1970 diretto da Jesús Franco.
La sceneggiatura è liberamente tratta dal racconto del Marchese de Sade Eugénie de Franval.

## Trama
È inverno. La giovane Eugénie Radeck, in fin di vita, racconta allo scrittore Attila Tanner la sua tragica storia.
Eugénie vive in una bella casa nella periferia di Berlino. Orfana di madre sin dalla nascita, è cresciuta col patrigno, lo scrittore Albert Radeck, per il quale nutre una venerazione. Un giorno, per caso, scopre che il patrigno è in realtà uno scrittore di romanzi erotici a sfondo sadico, e che ama mettere in atto i delitti narrati nei suoi libri.
Per nulla spaventata, decide di diventare sua complice e amante. La coppia passa di delitto in delitto, finché Albert incarica Eugénie di sedurre Paul, un giovane bohemien che suona la tromba in un night-club e che dovrà diventare la loro prossima vittima. Ma Eugénie, intenerita dall'ingenuità del ragazzo, se ne innamora. Quando Albert scopre la relazione, prima uccide Paul, quindi ferisce a morte la figliastra e infine fa harakiri.
Completato il racconto, Eugénie chiede a Tanner di aiutarla a morire. Ma non ce n'è più bisogno e lo scrittore si limita a chiuderle le palpebre.

## Edizioni DVD
È uscito in DVD negli Stati Uniti (Wild East Productions, 2001; Blue Underground, 2008), in Gran Bretagna (Oracle Home Entertainment, 2003) e in Germania (X-Rated Kult; VZ-Handelsgesellschaft) sempre con il titolo Eugenie de Sade.
Il DVD della Blue Underground (Regione 0) contiene un'intervista al regista della durata di 20 minuti, intitolata Franco de Sade.